# Rombertus van Uylenburgh
Rombertus van Uylenburgh o Rombout van Uylenborgh (Bergum, ? 1554 - Leeuwarden, 4 de junio de 1624) más conocido por ser el padre de Saskia van Uylenburgh, la mujer de Rembrandt. Rombertus fue uno de los fundadores de la Universidad de Franeker en 1585. Gerrit van Uylenburgh, más que probable hermano de Rombertus, se convirtió al Menonitismo e instalándose en Polonia llegó a ser el fabricante real de mobiliario en Cracovia, siendo también padre del marchante de arte Hendrick van Uylenburgh.
- Datos: Q1942163